# Tilim
Tilim é uma telenovela brasileira produzida e exibida pela RecordTV entre 30 de novembro de 1970 e 7 de agosto de 1971, em 235 capítulos, às 18h30, substituindo Seu Único Pecado e sendo substituída por Pingo de Gente. Escrita por Dulce Santucci e dirigida por Wanda Kosmo.

Estrelou o ator mirim Júlio César Cruz, revelado no filme O Meu Pé de Laranja Lima. Veio na safra de novelas infantis lançadas após o sucesso de A Pequena Órfã na TV Excelsior, entre elas Sozinho no Mundo da TV Tupi, Meu Pedacinho de Chão da Rede Globo, Ricardinho: Sou Criança, Quero Viver, na Band, além de A Menina do Veleiro Azul da própria Excelsior.

## Sinopse
Órfão, Tilim é colocado no orfanato. Acostumado a roubar para comer, colocam em seu pé um sino, o que o denuncia a qualquer movimento com o "tilim", daí o surgimento de seu apelido.
Aos sete anos de idade, sai do orfanato e encontra muita maldade pela frente. Mas uma enorme fortuna o esperava.

## Elenco
| Ator                   | Personagem   |
| ---------------------- | ------------ |
| Júlio César Cruz       | Tilim        |
| Flora Geny             | Lídia        |
| Adoniran Barbosa       | Esguicho     |
| Célia Helena           | Lavínia      |
| Carlos Eduardo         | Raul Aguiar  |
| Wanda Kosmo            | Anita        |
| Sebastião Campos       | Álvaro       |
| Nádia Lippi            | Cristina     |
| Aírton Silva           | Pelezinho    |
| Antônio Carlos Estêvão | Cuca         |
| Perry Salles           | Victor       |
| Suzana Gonçalves       | Clô          |
| Antonio Ghigonetto     | Dr. Salatiel |
| Fernando Baleroni      | Garibaldino  |
| Riva Nimitz            | Carmela      |
| Ademir Rocha           | Sérgio       |
| Gabrielo Paoni         | Vicente      |
| Edmundo Lopes          | Guilherme    |
| Rosa Ratz              | Regina       |
| Thilde Franceschi      | Lote         |
| Wilma Chandler         | Adriana      |
| Valery Martins         | Tereza       |
| Cássio Gava            | Pipoca       |
| Adoniran Barbosa       | Esguicho     |

### Participações especiais
| Ator           | Personagem     |
| -------------- | -------------- |
| Tereza Rachel  | Charlotte      |
| Miriam Mehler  | Lina           |
| Célia Coutinho | Irmã Sol       |
| Clécio Ribeiro | Diretor Julião |

Trilha Sonora
Tilim - Marcos Silvestre
Lot - Arnaud Rodrigues
Ruas - Eduardo Gudin
Imaginação - Mario Albanese e Ciro Pereira
Lady Fingers - Jean Thielemans
Seven Seas Symphony - Barry, Robin e Maurice Gibb
Mamãe Adriana - Adylson Godoy
Tema de Victor - Arnaud Rodrigues
Brincando de Brincar - Arnaud Rodrigues e Macumbinha
Cris e Raul - Arnaud Rodrigues e Macumbinha
Tema de Anita - Adylson Godoy
Eu, Tilim - Arnaud Rodrigues e Marcos Silvestre
Produção musical: Arnaud Rodrigues